# تصفيات كأس العالم 2002 – أوروبا المجموعة 4
لعبت ستة منتخبات سوياً في هذه المجموعة بنظام الذهاب والإياب. تأهل متصدر المجموعة المنتخب السويدي إلى كأس العالم السابعة عشر التي أقيمت في اليابان وكوريا الجنوبية. في حين صعدت تركيا الوصيفة إلى الملحق الأوروبي حيث واجهت النمسا.

## الترتيب
| م | الفريق   | لعب | ف | ت | خ | أ.له | أ.ع | أ.ف | نقاط | التأهل                     |
| - | -------- | --- | - | - | - | ---- | --- | --- | ---- | -------------------------- |
| 1 | السويد   | 10  | 8 | 2 | 0 | 20   | 3   | +17 | 26   | كأس العالم لكرة القدم 2002 |
| 2 | تركيا    | 10  | 6 | 3 | 1 | 18   | 8   | +10 | 21   | الملحق المؤهل              |
| 3 | سلوفاكيا | 10  | 5 | 2 | 3 | 16   | 9   | +7  | 17   |                            |
| 4 | مقدونيا  | 10  | 1 | 4 | 5 | 11   | 18  | −7  | 7    |                            |
| 5 | مولدوفا  | 10  | 1 | 3 | 6 | 6    | 20  | −14 | 6    |                            |
| 6 | أذربيجان | 10  | 1 | 2 | 7 | 4    | 17  | −13 | 5    |                            |

## النتائج
| أذربيجان | 0–1   | السويد         |
| -------- | ----- | -------------- |
|          | تقرير | أ. سفينسون 10' |

| تركيا                | 2–0   | مولدوفا |
| -------------------- | ----- | ------- |
| أوكان 45' · إمره 75' | تقرير |         |

| سلوفاكيا                        | 2–0   | مقدونيا |
| ------------------------------- | ----- | ------- |
| ستافريفسكي 3' (ه.ذ.) · ديمو 74' | تقرير |         |

| مقدونيا                       | 3–0   | أذربيجان |
| ----------------------------- | ----- | -------- |
| هريستوف 34'، 45' · بيكيري 75' | تقرير |          |

| السويد     | 1–1   | تركيا                |
| ---------- | ----- | -------------------- |
| لارسون 69' | تقرير | تايفور 90+1' (ركلة.) |

| مولدوفا | 0–1   | سلوفاكيا     |
| ------- | ----- | ------------ |
|         | تقرير | س. نيميت 79' |

| سلوفاكيا | 0–0   | السويد |
| -------- | ----- | ------ |
|          | تقرير |        |

| أذربيجان | 0–1   | تركيا     |
| -------- | ----- | --------- |
|          | تقرير | شوكور 73' |

| مولدوفا | 0–0   | مقدونيا |
| ------- | ----- | ------- |
|         | تقرير |         |

| السويد         | 1–0   | مقدونيا |
| -------------- | ----- | ------- |
| أ. سفينسون 43' | تقرير |         |

| تركيا             | 1–1   | سلوفاكيا    |
| ----------------- | ----- | ----------- |
| شوكور 55' (ركلة.) | تقرير | توماشيك 68' |

| أذربيجان | 0–0   | مولدوفا |
| -------- | ----- | ------- |
|          | تقرير |         |

| مولدوفا | 0–2   | السويد         |
| ------- | ----- | -------------- |
|         | تقرير | ألباك 86'، 90' |

| مقدونيا          | 1–2   | تركيا                               |
| ---------------- | ----- | ----------------------------------- |
| ت. ميتسكيسكي 20' | تقرير | إ. ميتريسكي 68' (ه.ذ.) · داوالا 70' |

| سلوفاكيا                       | 3–1   | أذربيجان            |
| ------------------------------ | ----- | ------------------- |
| س. نيميت 1'، 10' · ميساروش 57' | تقرير | فاسيلييف 3' (ركلة.) |

| السويد         | 2–0   | سلوفاكيا |
| -------------- | ----- | -------- |
| ألباك 45'، 51' | تقرير |          |

| تركيا                                    | 3–0   | أذربيجان |
| ---------------------------------------- | ----- | -------- |
| كوركوت 2' · ديريلي أوغلو 29' · شوكور 34' | تقرير |          |

| مقدونيا                            | 2–2   | مولدوفا                     |
| ---------------------------------- | ----- | --------------------------- |
| شاكيري 20' (ركلة.) · م. كرستيف 65' | تقرير | بوغريبان 10' · باربوروش 72' |

| السويد                                                                          | 6–0   | مولدوفا |
| ------------------------------------------------------------------------------- | ----- | ------- |
| لارسون 38' (ركلة.)، 58'، 68' (ركلة.)، 79' (ركلة.) · ألكساندرسون 74' · ألباك 77' | تقرير |         |

| تركيا                | 3–3   | مقدونيا                                       |
| -------------------- | ----- | --------------------------------------------- |
| أوزلان 43'، 58'، 75' | تقرير | شاكيري 7' · سيرافيموفسكي 20' · نيكولوفسكي 62' |

| أذربيجان                     | 2–0   | سلوفاكيا |
| ---------------------------- | ----- | -------- |
| فاسيلييف 26' · تاغي زاده 55' | تقرير |          |

| مقدونيا       | 1–2   | السويد                      |
| ------------- | ----- | --------------------------- |
| ناتشيفسكي 63' | تقرير | لارسون 28' · ب. أندرسون 33' |

| سلوفاكيا | 0–1   | تركيا     |
| -------- | ----- | --------- |
|          | تقرير | شوكور 34' |

| مولدوفا                        | 2–0   | أذربيجان |
| ------------------------------ | ----- | -------- |
| كليشتشينكو 19' · كوفالسيوك 88' | تقرير |          |

| تركيا     | 1–2   | السويد                        |
| --------- | ----- | ----------------------------- |
| شوكور 51' | تقرير | لارسون 87' · أ. أندرسون 90+1' |

| سلوفاكيا                                    | 4–2   | مولدوفا                    |
| ------------------------------------------- | ----- | -------------------------- |
| ب. نيميت 54' · س. نيميت 59' · ديمو 64'، 70' | تقرير | كليشتشينكو 11' · ريبيا 76' |

| أذربيجان      | 1–1   | مقدونيا      |
| ------------- | ----- | ------------ |
| إسماعيلوف 90' | تقرير | ترايانوف 12' |

| مولدوفا | 0–3   | تركيا                            |
| ------- | ----- | -------------------------------- |
|         | تقرير | عاشق 8' · قهوجي 79' · مانسيز 83' |

| السويد                                                 | 3–0   | أذربيجان |
| ------------------------------------------------------ | ----- | -------- |
| أ. سفينسون 52' · لارسون 60' (ركلة.) · إبراهيموفيتش 69' | تقرير |          |

| مقدونيا | 0–5   | سلوفاكيا                                                         |
| ------- | ----- | ---------------------------------------------------------------- |
|         | تقرير | رايتر 28' · دزوريك 56' · ب. نيميت 72' · بينته 80' · أورافيتس 89' |

## مسجلي الأهداف
| المركز | اللاعب           | البلد    | الأهداف |
| ------ | ---------------- | -------- | ------- |
| 1      | هنريك لارسون     | السويد   | 8       |
| 2      | ماركوس ألباك     | السويد   | 5       |
| 2      | هاكان شوكور      | تركيا    | 5       |
| 4      | سيلارد نيميت     | سلوفاكيا | 4       |
| 5      | إيغور ديمو       | سلوفاكيا | 3       |
| 5      | أندرس سفينسون    | السويد   | 3       |
| 5      | ألباي أوزلان     | تركيا    | 3       |
| 8      | فاديم فاسيلييف   | أذربيجان | 2       |
| 8      | غيورغي هريستوف   | مقدونيا  | 2       |
| 8      | أرتيم شاكيري     | مقدونيا  | 2       |
| 8      | سيرغي كليشتشينكو | مولدوفا  | 2       |
| 8      | بيتر نيميت       | سلوفاكيا | 2       |

هدف
| أذربيجان - فرخ إسماعيلوف - زاور تقي زاده مقدونيا - أرغيند بيكيري - ميله كرستيف - توني ميتسيفسكي - دراغان ناتشيفسكي - إيغور نيكولوفسكي - جاركو سيرافيموفسكي - فانتشو ترايانوف | مولدوفا - رسلان باربوروش - سيرغي كوفالسيوك - سيرغي بوغريبان - رادو ريبيا سلوفاكيا - بيتر دزوريك - لوبومير ميساروش - توماش أورافيتس - أتيلا بينته - لوبوموير رايتر - روبرت توماشيك | السويد - نيكلاس ألكساندرسون - أندرياس أندرسون - باتريك أندرسون - زلاتان إبراهيموفيتش تركيا - إمره عاشق - إمره بلوز أوغلو - أوكان بوروك - أوميت داوالا - أوقطاي ديريلي أوغلو - تايفور هافوتشو - نهاد قهوجي - تايفون كوركوت - إلهان مانسيز |

هدف ذاتي
| - غوران لازاريفسكي (لعب ضد سلوفاكيا) - إيغور ميتريسكي (لعب ضد تركيا) |

## روابط خارجية
- صفحة الفيفا الرسمية
- RSSSF - 2002 World Cup Qualification (بالإنجليزية)
- Allworldcup (بالإنجليزية)